# 對中國國民黨的批評與爭議
本條目介紹中國國民黨在中華民國歷史上出現的重大批評聲音和爭議事項。中國國民黨自從1894年11月24日，其前身興中會成立以來，已有一百多年的歷史。

## 中國大陸時期

### 还乡团
还乡团（或还乡队）一般指的是被中共推翻的地主或地方势力依附國民黨或國民黨軍隊组成的武装团伙。还乡团最早出现于20世纪30年代国军对江西苏区的围剿中。1946年第二次国共内战爆发后，国民政府正式颁布《绥靖区难民还乡团组织办法》，并通过其情报和军事机构对各地建立还乡团进行资助与支持，于是各地纷纷成立还乡团。还乡团和一些地方上的秘密会社、宗教组织以及被中共称为“地痞流氓”的势力组成民兵团体，协助国民党占领和管理农村（这些势力在内战正式爆发前就随着国民党进入农村）。这些民兵在夺回一片被共产党占领的地区后，就会以平定农村为借口，對中共黨員和平民进行有组织的报复。据记载，这些民兵组织“不分青红皂白地杀人，并敲诈、侮辱、强奸、勒索平民”，而国民党军队则抢劫民货和牲畜（当时部分平民将国民党称为“捉鸡队”）。中共将国民党以及这些民兵组织的行为形容成“新的‘三光’政策”，一些平民对这一说法表示认同，并抱怨国民党军队“比日本人还糟糕十倍”。

## 臺灣時期

### 白色恐怖時期

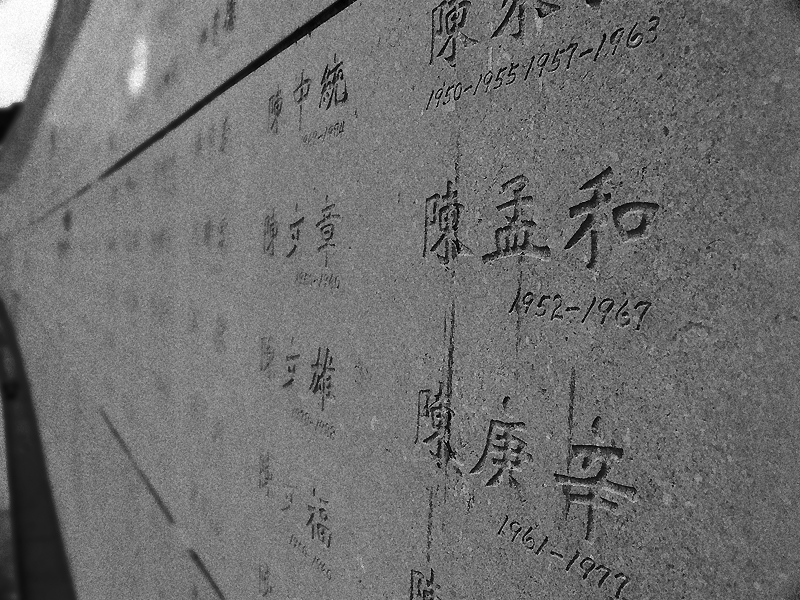
臺灣綠島人權紀念碑：一道長約十來公尺的石牆上，刻滿當年在臺灣白色恐怖時期下的犧牲者名單

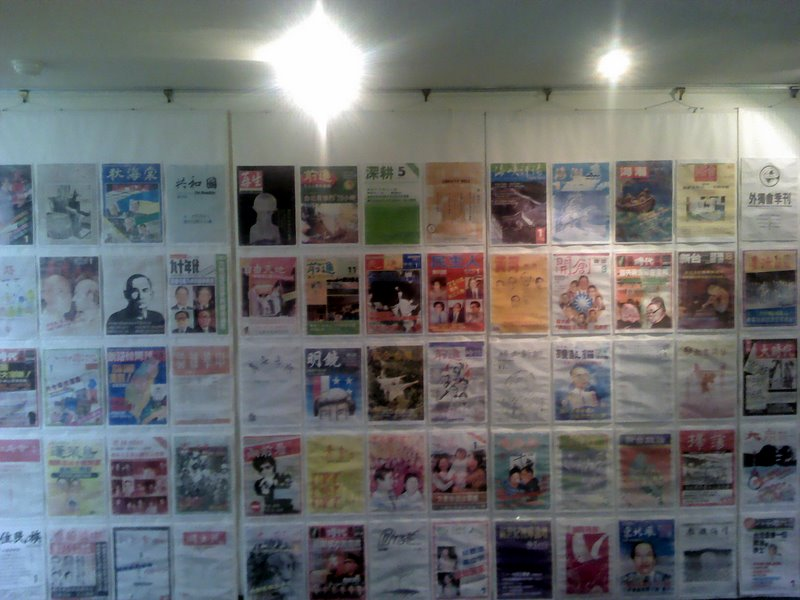
臺灣省戒嚴令實施時期各種短命的黨外雜誌

國民黨遷臺後，記取失去中國大陸的教訓開始嚴防和打擊各種中國共產黨相關組織或思想，主張「反共救國」，於1949年開始發布各種相關法律，凍結憲法以戰爭時期法律加大打擊中共相關組織或思想及控制或動員社會。然而，許多人認爲動員戡亂時期長達38年的臺灣省戒嚴令所形成的白色恐怖傷害了包括人權等各種憲法賦予的權力。
1987年，時任中華民國總統兼中國國民黨主席蔣經國開放黨禁和報禁並進一步解除戒嚴，可以理解成官方正式宣告回歸中華民國憲政體制終結了所謂白色恐怖的法律來源。。除了對於白色恐怖的批評觀點，不少人認為所謂白色恐怖也有在國家安全上的貢獻，比如保障台灣的安全、避免被共產黨入侵赤化等。

### 黨政之间界線模糊
依《中華民國憲法》規定：「公務人員之選拔，應實行公開競爭之考試制度。非經考試及格者，不得任用。」（第八十五條）但國民黨黨務人員不是公務人員。司法院大法官會議《釋字第五號解釋》「行憲後各政黨辦理黨務人員，不能認為刑法上所稱之公務員。」（1952-08-16）、《釋字第七號解釋》「行憲後各政黨、各級黨部之書記長，不得認為公務員。」（1952-09-29）與《釋字第二十號解釋》「省黨部、省婦女工作委員會均係人民團體，其主任委員及理事，自非憲法第一百零三條所謂公職。」（1953-07-10）。

### 黨產
國民黨在台灣實行長達半世紀的威權體制，以接收日產、經營特權營利事業等方式取得龐大的黨產。1993年國民黨中央投資公司總經理劉維琪接受經濟日報專訪時表示，國民黨擁有黨產9639億元。根據中華民國財政部清查，國民黨不當取得或使用國家土地679筆，面積110.25公頃，按2016年公告土地現值總值約805億元。劉泰英從1993年擔任黨營事業主委後，每年收益100億元，7年賺進700億元，2006年開始政黨必須向內政部申報，國民黨投資事業的營利收益，幾乎每年都超過10億元，其中2010年更接近30億元，10年之間投資事業收入累計高達160.3億餘元。

### 黑金政治
李登輝執政時期，地方出現有黑道背景的人士開始參選各級地方首長及民意代表，使得「黑金政治」以及「台灣地方派系」迅速在當時政壇發展成形。不少黑道背景的人士「漂白」以謀求「保護傘」（議員於會期中，非經決議免受拘捕之特權），利用在地方的強大財力當選。在任時，利用職位為自己「護航」，造成當時臺灣政治混亂。受矚目者如涉及多起議會暴力與議會外相關案件的無黨籍臺北縣立法委員羅福助、國民黨籍屏東縣立法委員郭廷才、屏東縣議會議長鄭太吉、屏東縣縣長伍澤元、嘉義縣議會議長蕭登獅、彰化縣議會議長白鴻森與副議長粘仲仁等等。
臺灣媒体自由时报爆料，這情況在兩蔣時期可能不明顯，但自民選之後，一些人因職務之便，得以接近獲取不法所得。。

### 作票買票紀錄
國民黨徹來台後為達到勝選目的，透過地方黨基層組織即黨支部（即所謂民眾服務站）「操作」選擧，方法包括做票和買票，如1992年花蓮縣立法委員選舉集體作票事件。
立法院於2007年11月修正《公職人員選舉罷免法》，增列提名賄選候選人的政黨可被處以連坐處分。

### 撤換2016年國民黨總統候選人爭議

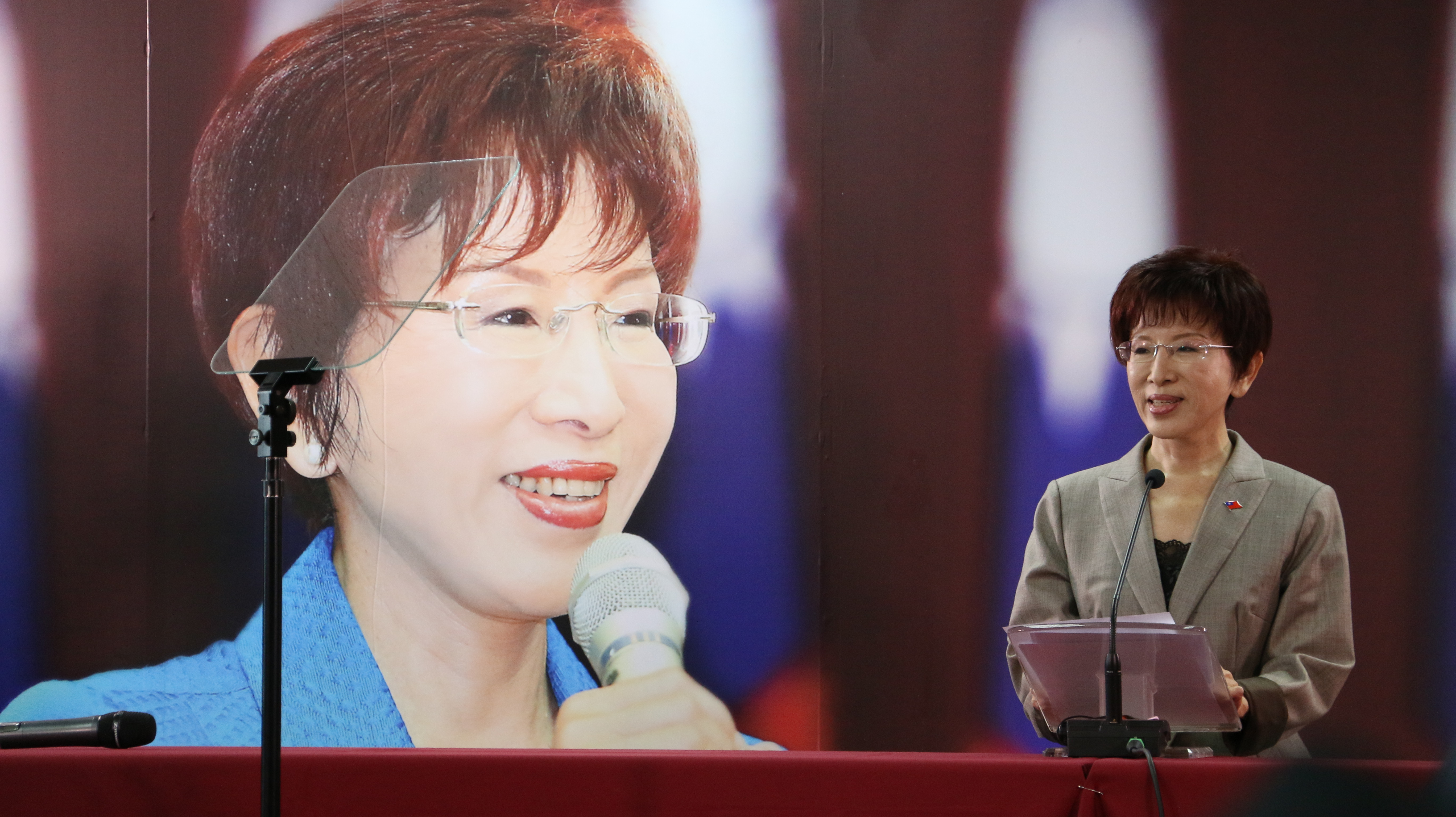
時任立法委員和國民黨總統候選人洪秀柱針對換柱行動召開記者會回應，她因被認為支持度低，被國民黨中央撤換總統候選人資格，由時任黨主席朱立倫取代。

2015年，洪秀柱成為國民黨初選中唯一登記參選的候選人，以高民調順利通過初選。7月19日，國民黨全國代表大會中無異議鼓掌通過提名洪秀柱為國民黨總統候選人。10月17日國民黨中央黨部召開臨時全國代表大會上，決定廢止洪秀柱提名，改徵召時任新北市市長兼黨主席朱立倫參選總統。洪秀柱被提名只有90日，成為台灣總統選舉史上，首位通過黨內初選，又被其政黨撤銷提名的總統參選人。

### 年金改革髮夾彎
國民黨提出軍公教年金改革方案草案後卻因遭受深藍選民抗議最後選擇撤案，被認為是髮夾彎。國民黨在年金改革政策上被批為無能。

### 228事件
1945年，國民政府接替日本開始統治臺灣，然而來自中國大陸的軍政人員，甫經歷中日戰爭，對舉目皆是日本風格的臺灣生起排斥與歧視的心態，並時常對臺灣人抱持著優越感。而長期在日本統治下的台灣人民，對於相對落後的中國社會現況、生活習慣等缺乏瞭解，導致由原本的滿懷期望轉變成深感失望。許多來自中國大陸的軍人軍紀不嚴，例如不付款、低價強購，乃至有偷竊、搶劫、恐嚇、詐欺等各種非法情事發生，與臺灣日治時期成強烈對比，也使得臺灣人民愈來愈敵視國民黨與臺灣省行政長官公署，埋下了228事件發生的種子。

### 美麗島事件
美麗島事件是於1979年12月10日的國際人權日在台灣高雄市發生的一場重大衝突事件。以美麗島雜誌社成員為核心的黨外運動人士，於12月10日組織群眾進行遊行及演講，訴求民主與自由，終結黨禁和戒嚴，遊行引爆警民衝突。事件後，臺灣警備總司令部大舉逮捕黨外人士，並進行軍事審判，為台灣自二二八事件後規模最大的一場警民衝突事件。
美麗島事件發生後，許多重要黨外人士遭到逮捕與審判。最後在美國國會議員以及各界的壓力下，除施明德判無期徒刑外，其餘皆以有期徒刑論處。
此事件對台灣往後的政局發展有著重要影響，之後又陸續發生林宅血案（1980）、陳文成命案（1981）、江南案（1984），使國民黨政府不斷遭受國際輿論的壓力以及黨外勢力的挑戰，之後國民黨漸逐漸放棄一黨專政的路線以應時勢，並進一步解除持续38年的戒嚴、開放黨禁、報禁逐步走向民主化道路。

### 江南案
江南案發生於1984年10月15日，華裔美籍作家劉宜良（筆名「江南」，俗謂「劉江南」）在美國加州遭到中華民國國防部情報局吸收的台灣黑道份子刺殺身亡。內情曝光後台美關係頓時緊張，中華民國方面雖然承認江南案為情報局官員主使，但仍強調本案乃情報局官員獨斷專行所致，非高層授意，並逮捕了情報局長汪希苓、副局長胡儀敏、第三處副處長陳虎門等人。

### 林宅血案
林宅血案為1980年2月28日發生於臺灣省議會議員、美麗島事件被告林義雄位在臺北市住家的一起震驚國內外的兇殺案件。林義雄六十歲的母親游阿妹及七歲雙胞胎女兒林亮均、林亭均被刺殺身亡，九歲長女林奐均受重傷，此案至今仍未偵破，已成懸案。由於林義雄當時因美麗島事件而被警備總部收押，事涉敏感。當天又是三十多年前二二八事件發生的日子，時機巧合。林義雄當年為美麗島事件要犯，其住處及電話均為情治單位所監控，兇手還能從容進出林宅行兇，當年黨外不少人認為此案為國民黨政府所主導，藉以動搖各地黨外人士的意志。幾十年後，經過幾次重啟調查，仍無法破案。

### 陳文成事件
陳文成事件，於1981年在台灣台北市發生的陳文成教授離奇死亡案件，真相至今未明。此事件轟動海內外，為改變台灣歷史的重大事件之一。
1981年5月20日，陳文成全家由美國返台探親，7月2日被三名警備總部人員帶走約談，隔日清晨被人發現陳屍於台大研究生圖書館旁。中華民國政府曾聲稱他是畏罪自殺，陳文成的家人與朋友指控是遭到國民黨政府謀殺。到台灣參與驗屍的美國法醫生理學家及卡內基美隆大學教授，則認為這是一起他殺案件。

### 鄭南榕自焚案
1989年，鄭南榕被以涉嫌叛亂罪名傳喚出庭，而其為表達「百分之百的言論自由」而拒絕被臺北市政府警察局拘捕。鄭南榕認為臺灣獨立的主張也是言論自由的一部分，並宣布：「國民黨不能逮捕到我，只能夠抓到我的屍體。」隨後他除了在《自由時代周刊》雜誌社自囚外，還在辦公桌下準備汽油以表示抵抗主張。同年4月7日清晨，警方向雜誌社發動攻堅行動時，不願被逮捕的鄭南榕進入辦公室點燃汽油，最終自焚身亡。這次自焚事件立刻引起迴響，另一名民主運動成員詹益樺在鄭出殯遊行期間，於總統府前自焚身亡，這在一定程度上也對當年度舉辦的縣市長和立法委員選舉有所影響。

### 太陽花學運
2014年，國民黨立委張慶忠以30秒時間宣布完成 《海峽兩岸服務貿易協議》的委員會審查，引發一群大學與研究所學生以及社會人士的反對，並於18日18時在立法院外舉行「守護民主之夜」晚會，抗議草率的審查程序；之後有400多名學生非法進入立法院內靜坐抗議，接著於晚間21時突破警方的封鎖線佔領立法院議場。在26個小時內便有以學生為主的1萬多名民眾，聚集在立法院外表達支持。